# Tinnitus
El tinnitus o acufen és un fenomen perceptiu de l'oïda que consisteix a sentir cops o sons que no procedeixen de cap font externa. Pot ser provocat per un gran nombre de causes, com les traumàtiques, o pot ser producte d'un símptoma de taponament de les orelles o de vertigen de Ménière. També pot ser causat per situacions d'estrès (estudis, treball, entorn familiar, econòmic o social) o per una exposició a sorolls intensos.
Consisteix generalment en brunzits, xiuxiuejos o soroll de campanetes, que poden arribar a ser tan forts que el pacient sigui incapaç de sentir una conversa normal. Mitjançant estudis electrofisiològics i d'imatges, s'han pogut distingir dues variants importants d'acufen neurosensorial: el perifèric (setmanes o mesos d'evolució), i el central o crònic (mesos o anys d'evolució). No es limita al soroll de campanetes, també es pot percebre en forma de xiulet, brunzit greu o agut, ronc, xiuxiueig, soroll blanc, estrèpit o cant de grills, entre altres sons.

## Causes
La forma més habitual té el seu origen en lesions de l'orella interna, la còclea, per exposició a sorolls molt intensos, tot i que també poden ser causades per infeccions, l'ús d'alguns medicaments, o situacions d'estrès. En la major part dels casos, el metge pot descobrir i tractar-ne la causa, encara que en algunes ocasions el diagnòstic resulta molt difícil. Molt rares vegades, els sorolls són en realitat al·lucinacions originades al cervell, i no a l'oïda.
| Tipus     | Causes del tinnitus o acúfens | Malalties |
| --------- | ----------------------------- | --- |
| Subjectiu | Otològiques                   | Pèrdua de l'audició induïda pel soroll, presbiacúsia, otoesclerosi, otitis, impactació de cerumen, sordesa sobtada, malaltia de Ménière i altres causes de pèrdua de l'audició. |
| Subjectiu | Neurològiques                 | Traumatisme de crani, esclerosi múltiple, neurinoma de l'acústic (o Schwannoma vestibular) i altres tumors de l'angle pontocerebel·lós. |
| Subjectiu | Infeccioses                   | Otitis mitjana i seqüeles de la malaltia de Lyme, meningitis, sífilis i altres processos inflamatoris o infecciosos que afecten l'orella. |
| Subjectiu | Relacionades amb fàrmacs      | Efectes secundaris relacionats amb salicilats, antiinflamatoris no esteroidals, aminoglicòsids, diürètics de la nansa i agents quimioteràpics (cisplatí, vincristina). |
| Subjectiu | Altres                        | Disfunció de l'articulació temporomandibular i altres malalties dentàries. Deficiència de vitamina B₁₂. |
| Objectiu  | Pulsatius                     | Estenosi de la caròtida, malformacions arteriovenoses, altres anomalies vasculars, hipertensió intracranial idiopàtica, tumors vasculars com ara el glomus jugular, malaltia valvular cardíaca, com l'estenosi aòrtica; estats d'elevat cabal cardíac, com l'anèmia o el consum de drogues, i altres situacions que causen un flux sanguini turbulent. |
| Objectiu  | Muscular o anatòmic           | Mioclònia palatina, espasme del múscul tensor del timpà o de l'estapedi, obstrucció de la trompa d'Eustaqui. |
| Objectiu  | Espontànies                   | Emissions otoacústiques espontànies. |

## Tractament
En els casos de tinnitus subjectiu i crònic, sense una causa orgànica tractable, els tractaments farmacològics sobre aquest símptoma no han demostrat eficàcia.